# Unione Socialdemocratica di Macedonia
L'Unione Socialdemocratica di Macedonia (in macedone: Социјалдемократски сојуз на Македонија; Socijaldemokratski sojuz na Makedonija - SDSM) è un partito politico macedone d'ispirazione socialdemocratica.
Il partito è stato al governo dal 1992 al 1998 e dal 2002 al 2004 sotto la guida di Branko Crvenkovski, poi divenuto presidente della Repubblica. A seguito delle elezioni del 2016 il partito è prima stato la principale forza politica a sostegno del governo Zaev, in alleanza con l'Unione Democratica per l'Integrazione e l'Alleanza per gli Albanesi, e poi di quello di Kovačevski, a cui si aggiunge anche il piccolo partito Alternativa.
Presidente e quindi leader del partito è Venko Filipče.
Il partito è membro dell'Internazionale Socialista e membro osservatore del Partito del Socialismo Europeo.

## Risultati elettorali
| Elezione          | Voti    | %     | Seggi    |
| ----------------- | ------- | ----- | -------- |
| Parlamentari 2002 | 497.342 | 41,59 | 60 / 120 |
| Parlamentari 2006 | 218.463 | 23,41 | 32 / 120 |
| Parlamentari 2008 | 233.284 | 23,64 | 27 / 120 |
| Parlamentari 2011 | 368.496 | 32,78 | 42 / 120 |
| Parlamentari 2014 | 283.955 | 26,22 | 34 / 120 |
| Parlamentari 2016 | 436.981 | 36,66 | 49 / 120 |
| Parlamentari 2020 | 327.408 | 35,89 | 46 / 120 |
| Parlamentari 2024 | 154.687 | 15,80 | 18 / 120 |

## Ideologia
L'Unione Socialdemocratica di Macedonia nel suo statuto rimarca principi di sinistra come l'uguaglianza sociale, la piena tutela dei diritti dei lavoratori, l'attenzione alla tutela ambientale e l'antifascismo. In campo internazionale aspira ad aderire all'Unione Europea e alla Nato.

## Loghi

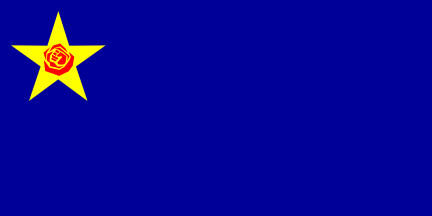
Logo iniziale
Dal 2020